# Quận Pocahontas, West Virginia
Quận Pocahontas là một quận thuộc tiểu bang West Virginia, Hoa Kỳ. Theo điều tra dân số năm 2000 của Cục điều tra dân số Hoa Kỳ, quận có dân số người 2. Quận lỵ đóng ở 6

## Địa lý
Theo Cục điều tra dân số Hoa Kỳ, quận có tổng diện tích km2, trong đó có km2 là diện tích mặt nước.

## Thông tin nhân khẩu
Theo điều tra dân số 2 năm 2000, quận đã có dân số 9.131 người, 835 hộ gia đình, và 527 gia đình sống trong quận hạt. Mật độ dân số là 10 người trên một dặm vuông (4/kmТВ). Có 7.594 đơn vị nhà ở mật độ trung bình của 8 trên một dặm vuông (3/kmТВ). Cơ cấu dân tộc của cư dân sinh sống ở quận này bao gồm 98,38% người da trắng, 0,78% da đen hay Mỹ gốc Phi, 0,07% người Mỹ bản xứ, 0,14% ở châu Á, 0,05% từ các chủng tộc khác, và 0,58% từ hai hoặc nhiều chủng tộc. 0,43% dân số là người Hispanic hay Latino thuộc một chủng tộc nào.
Có 3.835 hộ, trong đó 25,80% có trẻ em dưới 18 tuổi sống chung với họ, 53,90% là đôi vợ chồng sống với nhau, 7,90% có một chủ hộ nữ và không có chồng, và 34,10% là không lập gia đình. 29,60% hộ gia đình đã được tạo ra từ các cá nhân và 14,40% có người sống một mình 65 tuổi hoặc cao tuổi hơn. Cỡ hộ trung bình là 2,30 và cỡ gia đình trung bình là 2,83.
Trong quận, dân số đã được trải ra với 20,90% dưới độ tuổi 18, 7,00% 18-24, 27,50% 25-44, 27,40% từ 45 đến 64, và 17,30% từ 65 tuổi trở lên đã được những người. Độ tuổi trung bình là 42 năm. Đối với mỗi 100 nữ có 106,20 nam giới. Đối với mỗi 100 nữ 18 tuổi trở lên, đã có 103,60 nam giới.
Thu nhập trung bình cho một hộ gia đình trong đã đạt mức USD 26.401, và thu nhập trung bình cho một gia đình là USD 32.511. Phái nam có thu nhập trung bình USD 26.173 so với 16.780 USD của phái nữ. Thu nhập bình quân đầu người là 14.384 USD. Có 12,70% gia đình và 17,10% của các cá nhân đã được dưới mức nghèo khổ, bao gồm 20,20% những người dưới 18 tuổi và 14,60% của những người 65 tuổi hoặc hơn.